# Tachycineta albiventer
La golondrina aliblanca o golondrina ala blanca (Tachycineta albiventer) es una ave residente en clima tropical y subtropical de América del Sur. 

## Distribución
Habita desde Panamá, Colombia, Venezuela y la isla Trinidad hasta el norte de la Argentina. Esta especie no es migratoria. 

## Descripción
El adulto de la golondrina aliblanca mide 13,2 cm y pesa 17 g. Es irisado con azul verdoso en la parte superior, blanco en la parte inferior, la cola y los bordes de las plumas secundarias. Ambos sexos son similares, pero el plumaje superior de los jóvenes es de color gris pardo, aparte de la cola blanca. Su llamado es un chirrido áspero. 
Las golondrina aliblanca son fácilmente distinguidas en relación con la golondrina bicolor, la que ocurre dentro de su distribución, por el blanco de sus alas; esto es carente en las demás Tachycineta. Las golondrinas aliblanca también tienen un pico más grande que las especies norteamericanas.

## Hábitat
La golondrina aliblanca se encuentra generalmente cerca del agua, y se alimenta principalmente de insectos voladores. Normalmente se encuentran en parejas o en pequeños grupos. Esta golondrina construyen sus nidos con plumas de otras aves y algunas semillas en el hueco de un árbol, entre las rocas o en estructuras artificiales y empolla de 3 a 6 huevos blancos. Se encontró un nido en la Reserva Cuyabeno (Ecuador) el 30 de agosto de 2003, el cual contenía recién nacidos.